# عبد الحميد نافع
عبد الحميد بك نافع (1829 - 1863) هو مؤرخ وأديب مصري.

## حياته
ولد عبد الحميد نافع هو عبد الحميد بك نافع بن خليل افندي بن مصطفي اغا بن حسن اغا بشناق تقريبا في سنة 1829 وكان والدة خليل افندي من كبار رجال الدولة في عهد محمد علي باشا. ومن كبار الأثرياء بالقاهرة، وكان له قصرٌ كبير في شبرا تحيط به حديقة فيحاء كبيرة.
نشأ في القاهرة، وشُغف وهو فتًى بالأدب، وأكثر من الاجتماع بشيوخه، وتلقَّى منهم الكثير المفيد، وحُبِّب إليه اقتناءُ نفائس الكتب والمغالاة بها، فجمع خزانة عظيمة منها شراءً واستنساخًا، وكان يعتمد على الشيخ نصر الهوريني في مقابلتها وتصحيحها، وكانت له مع المغالين بالكتب من فضلاء عصره نوادرُ وغرائب في التسابق لاقتنائها، وسمع به الورَّاقون فحملوها إليه من الآفاق، وهو يسخو عليهم ولا يُماكس في الأثمان، حتى صارت خزانةُ كُتبِه يُضرَب بها المثل، وكان يُجاريه في ذلك عبد الغني فكري «بك»، ولا يكاد يلحقه مع اشتهاره بالمغالاة بها، ثم اشتغل المترجَم بالموسيقى، وألَّف فيها رسالة، وأتقن العزف على القانون، وأكثر من المطالعة في كُتُب الأدب ودواوين الشعر ومن مطارحة الأدباء ومناظرتهم، حتى صارت له ملَكةٌ أدبية يُعتدُّ بها، وصارت دارُه مجتمعَ الفضلاء وشيوخ الوقت وأدبائه، فكانوا يجتمعون عنده في الغالب كلَّ ليلة جمعة فيجري بينهم من المطارحات الشعرية والمناظرات العلمية ما ينشرح له الخاطر.

## مسيرته
وائتلف المترجَم بصاحبه وصديقه إبراهيم أفندي طاهر أحد الشعراء المجيدين، فعاشَا أليفَي وفاء ونديمَي صفاء، حتى فرَّق الموتُ بينهما، وقد قام بهما أن يُلقِّبا من كان يجتمع بهما من الفضلاء بألقاب قديمة لأعيان وشعراء مشهورين مع مراعاة مطابقة اللقب لهيئة الملقَّب به أو أخلاقه، وقد جمع في ذلك الشيخ أحمد الفحماوي رسالةً كبيرة كثيرةَ الطُّرف.
وللمترجَم من المؤلفات عدا رسالة الموسيقى: «تاريخ أعيان القرن الثالث عشر وبعض الثاني عشر» بِيعَ لمَّا بِيعت كُتبه، وهو موجود الآن في «ليدن» بهولندة، كما جمع المترجَم ديوان صاحبه صفوت أفندي الساعاتي مختصرًا.
ولم يطُل به العمر إذ مات شابًّا في مدة حكم سعيد، وبعد وفاته استولى محمد عارف «باشا» زوج أخته على كُتبه، فكانت له مادة ثمينة في الكتب التي طبعها بجمعية المعارف، ثم تشتَّتت وبيعت.
.وكان مولعا بفن الموسيقي والميقات. ومن شيوخة احمد بن اسماعيل البقلي والشيخ مصطفي الكبابطي والاديب محمد عاقل افندي.

## مؤلفاتة
1- ذيل خطط المقريزي
2 - تاريخ علماء القرن الثالث عشر
3- مختصر ديوان الساعاتي
4- رسالة في الموسيقي.

## وفاته
توفي في سن الشباب سنة 1864م.